# Los Angeles Union Station
Die im Mai 1939 eröffnete Union Station ist der wichtigste Bahnhof von Los Angeles und befindet sich dort am Nordrand von Downtown Los Angeles. Union Station zählt zu den letzten großen Bahnhöfen, die in den Vereinigten Staaten erbaut wurden. Im Vergleich zu den anderen Union Stations der USA – dieser Begriff bezeichnet Bahnhöfe, die von mehreren Bahngesellschaften gemeinsam genutzt wurden – ist sie jedoch selbst mit ihrem großen und aufwendig verzierten Wartesaal sowie der angrenzenden Fahrkartenausgabe recht überschaubar. Sie trug früher die Bezeichnung Los Angeles Union Passenger Terminal (LAUPT), der gegenwärtige Eigentümer Catellus Development benannte sie jedoch in Los Angeles Union Station (LAUS) um. Die Union Station befindet sich gegenüber der historischen Olvera Street.

## Architektur
Die Union Station wurde von John Parkinson und seinem Sohn Donald B. Parkinson entworfen, die auch das Rathaus von Los Angeles entwarfen und deren Unternehmung seit dem Ende des 19. Jahrhunderts vielen bedeutenden Gebäuden der Stadt ihren Stempel aufdrückte. Der Baustil kombiniert spanischen Kolonialstil, Mission Revival und späten Art déco mit maurischen Architekturdetails wie den Sternen mit acht Spitzen. Auf beiden Seiten des Warteraums befinden sich Patios, Innenhofgärten. Reisende, die die Züge verließen, gingen ursprünglich durch den südlichen Garten. Der untere Teil der Innenwände ist mit Travertin-Marmor und der obere Teil mit einer frühen Form der akustischen Fliese verkleidet. Der Fußboden im Wartesaal ist mit Terrakotta-Fliesen und in der Mitte mit Marmor bedeckt (einschließlich Travertin, ein wenig ungewöhnlich in den Fußböden, da er weich ist). Andere Teile des Bodenbelags der Station sind farbige Fliesen mit aztekischen Einflüssen.
Südlich des Hauptgebäudes schließt sich ein kleines Meisterwerk, die bemerkenswerte Bahnhofsgaststätte an, die von der im Südwesten der USA agierenden Architektin Mary Colter entworfen wurde. Die Gaststätte war das letzte Restaurant der Fred Harvey Company, das an Bahnhöfen errichtet wurde.

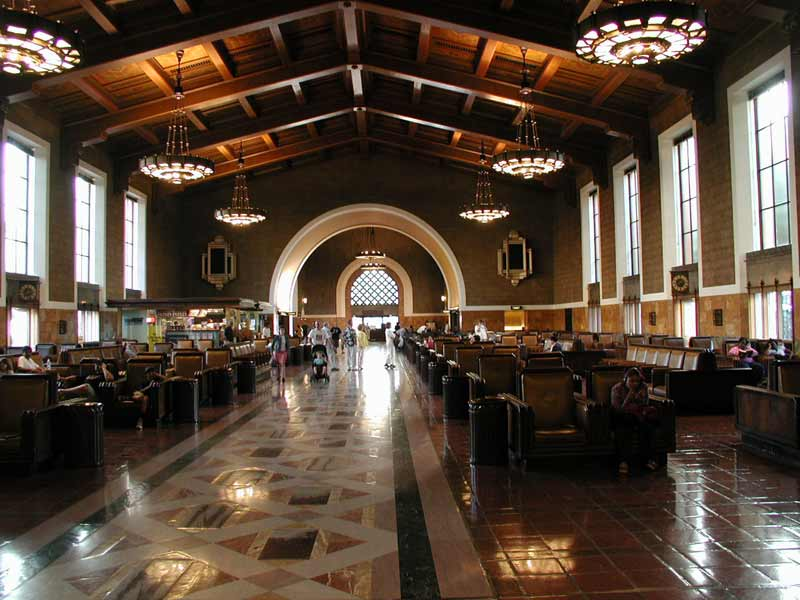
Wartesaal

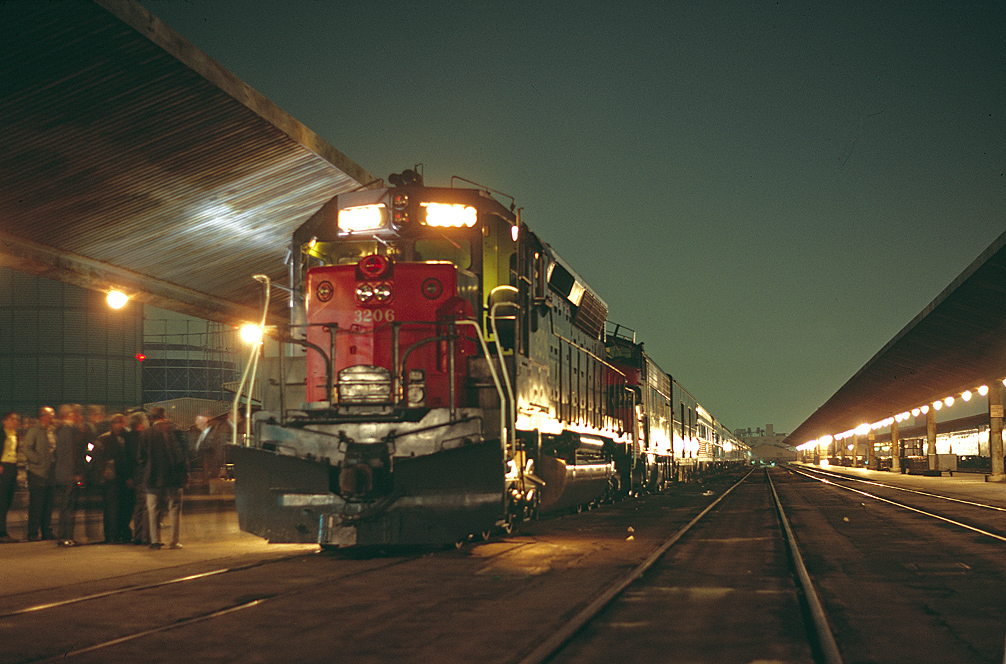
Ein Zug in der Union Station im April 1968

## Geschichte
Der Bahnhof diente ursprünglich der Atchison, Topeka and Santa Fe Railway, der Southern und Union Pacific Railroad sowie der Pacific Electric Railway und der Los Angeles Railway. Er ersetzte die an verschiedenen Stellen der Stadt gelegenen Bahnhöfe dieser Gesellschaften und wurde bei einer Volksabstimmung als Alternative zu einem Hochbahnnetz gewählt.
Union Station wurde auf dem Gebiet errichtet, dass damals die Chinatown von Los Angeles war. Die heutige Chinatown entstand nach der Umsiedlung der dortigen Geschäfte und Bewohner.
Im Zweiten Weltkrieg war der Bahnhof sehr gut ausgelastet, erlebte danach aber infolge des Automobil- und Flugzeugbooms sinkende Fahrgastzahlen, und etwa die Hälfte der Bahnsteiggleise wurde im Laufe der Jahre entfernt. Einige Eingänge sind verschlossen, Dienstleistungsbereiche außer Betrieb oder unzugänglich, z. B. Kassenhalle, Gepäckaufbewahrung.
Heute ist die Union Station wieder gut ausgelastet, besonders seit der Eröffnung einer U-Bahn-Station im Jahr 1993 (siehe auch Metro Los Angeles), der Einführung des Metrolink-Nahverkehrdienstes und wegen stets wachsender Nachfrage nach dem Pacific Surfliner. Die Anzahl täglicher Abfahrten des Pacific Surfliners hat seit 1980 um mehr als das Dreifache zugenommen.
Mit Stand August 2020 werden 12 Gleise an sechs Bahnsteigen genutzt. Bis März 2020 fuhren dort an Wochentagen 94–96 Züge ab; seither ist der Fahrplan aufgrund der COVID-19-Pandemie reduziert.
Derzeitige Fernzüge sind:
- der Pacific Surfliner (San Diego – Los Angeles – Santa Barbara – San Luis Obispo)
- der Coast Starlight nach Seattle über Emeryville (San Francisco) und Portland
- der Texas Eagle (bis San Antonio gemeinsam mit Sunset Limited, dann nach Chicago über Dallas)
- der Southwest Chief nach Chicago über Albuquerque und Kansas City (Missouri) und
- die Sunset-Limited-Strecke nach New Orleans.